# Storia dei manoscritti di Qumran
La Storia dei manoscritti di Qumran  riassume i fatti riguardanti la scoperta, gli scavi e la pubblicazione dei manoscritti ritrovati  intorno a Qumran tra il 1947 ed il 1956.

## La località
Sulla sponda nord-occidentale del Mar Morto, 12 chilometri a sud di Gerico, si incontrano delle rovine isolate che gli arabi chiamano Khirbet Qumran (dall'arabo khirba, dial. khirbet, "rudere").
Il terreno su cui sorge il Khirbet Qumran è costituito da una terrazza marnosa che si stende tra il ripido versante roccioso di una montagna del deserto di Giuda e un dirupo che sovrasta il Mar Morto. Il fatto che la zona si trovi a 400 metri sotto il livello del Mar Mediterraneo, e che sia incassata tra catene di montagne, rende il clima pesante in tutte le stagioni per l'afa, il gran caldo e l'aria immobile, carica di un'alta percentuale di umidità dovuta alla rapida evaporazione delle acque del lago salato.
Il complesso archeologico comprende oggi le costruzioni sulla terrazza marnosa costituenti un quadrilatero di circa 35 metri per lato, dove sono identificabili le abitazioni, gli spazi comuni, i servizi, la torre, l'acquedotto con le cisterne nella parte sud-occidentale, detta "dei vivi", che si prolunga per 140 metri, e ad est la necropoli con circa 1200 tombe.

## La scoperta delle grotte del Qumran
Attorno all'aprile del 1947, un giovane pastore beduino di nome Muhammad Ahmad al-Hamid, soprannominato Muhammad al-Dīb (Maometto il lupo), appartenente alla tribù Ta‘amire, scoprì casualmente quella che oggi è chiamata "grotta 1", posta a circa 1 km a nord di Qumran. Sembra che Muhammad abbia scoperto la grotta inseguendo una capra che si era staccata dal suo gregge.
Il giorno dopo ritornò sul posto con un compagno e si arrampicò nella grotta scoprendo una serie di giare di terracotta, tutte più o meno cilindriche e munite di coperchio, nelle quali erano stati deposti dei rotoli avvolti nel lino.
Secondo l'intervista fatta ai beduini nel documentario "L'Enigma dei Rotoli del Mar Morto" (The Enigma of the Dead Sea Scrolls), il giovane beduino aveva l'abitudine di tirare pietre nelle cavità che localizzava nei dintorni in cerca di tesori nascosti. E un giorno sentì il suono di un vaso che si infrangeva. Non è certo però che il giovane beduino fosse da solo quando si recò all'esplorazione della grotta per la prima volta.

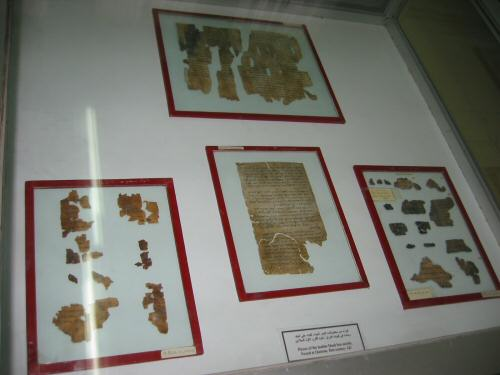
Frammenti dei manoscritti, conservati nel Museo Archeologico di Amman (Giordania).

Alcuni mesi dopo quell'inattesa scoperta, i beduini, con alcuni dei rotoli prelevati dalla grotta, si recarono al mercato di Betlemme da un mercante cristiano di nome Khalil Iskandar Shahin, che prese in consegna i rotoli in cambio di una piccola somma di denaro. Khalil, che era membro della Chiesa cattolica sira, portò i rotoli a Gerusalemme dal suo superiore religioso, il metropolita Athanasius Yeshue Samuel, che li acquistò per 97,20 dollari. Athanasius, avendo intuito l'importanza dei documenti, riuscì a scoprire la posizione della grotta, la raggiunse ed effettuò anche un provvisorio sopralluogo. In seguito l'ecclesiastico trasportò i quattro rotoli acquisiti negli Stati Uniti e si mise a cercare un acquirente.
Intanto, alla fine del 1947 altri tre rotoli furono acquistati per vie analoghe da un archeologo dell'Università Ebraica di Gerusalemme, il professor Eliezer Lipa Sukenik, che si rese immediatamente conto dell'autenticità e dell'antichità dei testi. Sukenik era il padre del noto archeologo Yigael Yadin. Il 29 novembre dello stesso anno Sukenik si recò a Betlemme presso il mercante al quale i beduini si erano rivolti inizialmente. Esaminò le giare provenienti dalla grotta e altri materiali manoscritti, e li acquistò in blocco.
La Guerra arabo-israeliana del 1948, seguita alla dichiarazione d'indipendenza d'Israele, bloccò le ricerche. Soltanto il 28 gennaio 1949 fu individuata la "grotta numero 1" (quella appunto dove furono trovati i manoscritti di Qumran) e, fra il 15 febbraio e il 5 marzo di quell'anno, fu effettuato il primo scavo archeologico. Si trovarono giare, vasi, pezzi di stoffa e altri 70 manoscritti o frammenti, che si erano staccati da quelli ritrovati dai beduini. Furono anche individuati, ad un chilometro a sud della grotta, i resti di edifici che costituivano l'insediamento umano di Qumran, fino ad allora variamente considerati.
Gli istituti culturali israeliani si misero sulle tracce dei manoscritti per riportarli in loco. Nei primi anni cinquanta Yigael Yadin, che si trovava negli USA, riuscì a contattare Athanasius Yeshue Samuel. Venne a sapere che il metropolita non avrebbe ceduto i rotoli ad un acquirente ebreo, così alzò l'offerta a 250.000 dollari e ne venne in possesso tramite un intermediario.
Nel 1955 il primo ministro israeliano Moshe Sharett annunciò alla nazione che i rotoli erano stati tutti recuperati. Vennero esposti per la prima volta nel 1967, ma dopo soli due anni vennero ritirati per timore che si deteriorassero.
Grazie ai beduini e agli archeologi furono scoperte negli anni successivi altre grotte, sia nelle vicinanze di Qumran, sia in altre zone nel deserto di Giuda, lungo il Mar Morto e in altre località del sud d'Israele. Le grotte e le fessure della roccia esaminate furono alcune centinaia; in una trentina venne ritrovato materiale interessante; in undici si è trovato materiale scritto su pergamena, papiro o rame.
Oggi i reperti sono conservati in parte nel Museo d'Israele e nel Museo Rockefeller, entrambi a Gerusalemme, in parte ad Amman, altri alla Biblioteca Nazionale di Parigi. Vari frammenti sono poi in possesso di istituzioni o di privati.

## Gli scavi
Alla fine del 1951 gli studiosi cominciarono ad interessarsi a tutta l'area attorno alla grotta in cui furono rinvenuti i manoscritti. Ulteriori campagne di ricerca e di scavi portarono, alla fine di marzo del 1956, alla scoperta di altre dieci grotte contenenti manoscritti e resti di vario genere.
Il totale di tutti i documenti frammentari ritrovati è di circa 900 pezzi. Si presume che, in origine, nelle grotte fossero custoditi circa 1000 documenti; una parte dei rotoli è stata scoperta e portata via già nell'antichità e nel Medioevo. Altri rotoli sono marciti nel corso di circa due millenni senza lasciare tracce o sono stati trasformati dall'umidità in solidi blocchi impossibili da sciogliere. Inoltre, di rotoli originariamente molto grandi, sono rimasti nella maggior parte dei casi, solo pochi frammenti. Non di rado i frammenti sono così piccoli che non è stata possibile neppure l'identificazione dell'opera di provenienza.

## Pubblicazione
Alcuni dei documenti vennero pubblicati presto. Tutti i manoscritti della Grotta 1 uscirono in stampa tra il 1950 ed il 1956, quelli delle altre otto grotte furono pubblicati nel 1963, ed il 1965 vide la pubblicazione del manoscritto dei Salmi della Grotta 11. Le loro traduzioni in inglese seguirono immediatamente dopo.
Una eccezione furono i contenuti della Grotta 4, rappresentante il 40% del totale. La loro pubblicazione è stata affidata alla Squadra internazionale capeggiata da Padre Roland de Vaux dell'Ordine Domenicano di Gerusalemme. Il gruppo pubblicò il primo volume del materiale affidatogli nel 1968, ma spesero molte delle loro energie nel difendere le proprie teorie sui materiali, invece di pubblicarli. Geza Vermes, che è stato coinvolto dall'inizio del progetto, attribuì il ritardo (ed eventuale fallimento) al fatto che de Vaux avesse scelto una squadra poco adatta al lavoro, ed al fatto che de Vaux si affidasse alla "sua autorità personale, quasi patriarcale" per assicurarsi il suo completamento.
Quindi una larga porzione dei ritrovamenti della Grotta 4 non vennero resi pubblici per anni. L'accesso ai manoscritti era governato da una legge di segretezza che permetteva di vedere i materiali solo alla Squadra Internazionale o alle persone da essa designate. Dopo la morte di de Vaux nel 1971 i suoi successori rifiutarono ripetutamente di permettere la pubblicazione anche di fotografie di questi materiali, impedendo agli altri studiosi di farsi un proprio parere. Questa regola fu infranta prima, dalla circolazione fuori dalla Squadra Internazionale di 17 documenti da parte di Ben Zion Wacholder, in base ad un accordo del 1988 e poi, nello stesso mese, dalla scoperta e pubblicazione di un insieme completo di fac-simile della Grotta 4 non coperti dalla regola di segretezza alla Huntington Library di San Marino in California. Dopo altri ritardi queste fotografie furono pubblicate da Robert Eisenman e da James Robinson come A Facsimile Edition of the Dead Sea Scrolls. Come risultato, la regola di segretezza fu rimossa.
La pubblicazione fu accelerata con l'affidamento dell'incarico allo studioso olandese-israeliano Emanuel Tov editore-capo nel 1990. La pubblicazione dei documenti della Grotta n. 4 iniziò subito e cinque volumi furono stampati nel 1995. A tutto il 2007 rimangono da completare due volumi di una serie completa di trentanove dal titolo: Discoveries in the Judean Desert (Scoperte nel deserto di Giuda).
Nel dicembre del 2007 la "Fondazione dei Rotoli del Mar Morto" incaricò un editore londinese di pubblicare una copia esatta (fac-simile) di tre rotoli, The Great Isaiah Scroll (1QIsa, Il grande rotolo di Isaia), The Order of the Community (1QS, L'Ordine della Comunità), e The Pesher to Habakkuk (1QpHab). Del gruppo dei primi tre uno fu esposto alla mostra di Seul in Corea del Sud Early Christianity and the Dead Sea Scrolls e il secondo fu acquistato dalla Biblioteca Britannica (British Library) di Londra.

## Polemiche sulle esposizioni
Negli ultimi anni le esposizioni dei Manoscritti del Mar Morto sono state oggetto di dibattito. Ad esempio, in un articolo del National Post intitolato Controversy surrounds exhibit of Dead Sea Scrolls (Le polemiche circondano l'esposizione dei Rotoli del Mar Morto) si dice che un professore di storia negli Stati Uniti abbia accusato un precedente progetto analogo in San Diego di voluto pregiudizio ed incompetenza scientifica ed abbia suggerito che il curatore dell'esposizione non fosse all'altezza del suo compito.
Secondo l'articolo, i critici accuserebbero il progetto di San Diego di presentare la teoria "Qumran-Esseni" sull'origine tradizionale dei rotoli, un'ipotesi che alcuni credono favorisca il Cristianesimo conservatore, ad esclusione di altre teorie.
L'articolo afferma che lo storico dell'Università di Chicago Norman Golb «...attaccò l'esposizione di San Diego facendo circolare una critica di 24 pagine al catalogo della mostra che sosteneva ciò che egli chiamò "una gran quantità di veri e propri errori e di affermazioni indimostrabili presentate come verità"».
Un articolo comparso sul Los Angeles Times sostiene che Robert Eisenman, un professore di religioni mediorientali e di archeologia al California State Long Beach disse che le opinioni dissidenti non vengono mai riportate nelle serie di pubblicazioni che accompagnano le esposizioni dei Rotoli del Mar Morto, comprese - egli sostiene - quella di San Diego.
In una lettera pubblicata dal National Post, Michael Hager, direttore del Museo di Storia Naturale di San Diego, difende la qualità di questa esposizione, sostenendo che: «...le idee presentate con l'esposizione dei Rotoli del Mar Morto sono state accuratamente esaminate da una squadra di studiosi ben accreditati in argomenti biblici, presentati con parecchie teorie alternative riguardanti la loro origine.»
In un'altra lettera, pubblicata sul medesimo giornale, Golb sosteneva che «La controversia che si sta ora aprendo sui rotoli nasce dal fatto che il dibattito fra le due teorie prevalenti sull'origine dei rotoli - quella Qumran-Esseni e quella dell'origine a Gerusalemme - è riportata in una presente mostra al Museo Ebraico di New York. Per contrasto, molti musei in passate esposizioni celarono al pubblico questo dibattito. Il Museo Reale dell'Ontario, che ha reputazione di rigore scientifico, ora sta affrontando il problema di presentare un'esposizione accurata ed equilibrata.»
Il Wall Street Journal ed altri quotidiani hanno riferito che il dibattito tecnico sull'origine dei rotoli fu posto in evidenza nella mostra dei Rotoli del Mar Morto tenutasi presso il Museo Ebraico a New York nell'autunno del 2008.
Un articolo dell'Indy Week sostiene che critici dell'esposizione dei Rotoli del Mar Morto, tenutasi a Raleigh, nella Nuova Carolina, «...contestano che l'esposizione escludesse le prospettive "ebraiche" sui rotoli a favore di una visione "cristiana" e che stravolgesse i risultati delle ricerche più recenti sulla provenienza dei rotoli.» L'autore aggiunge che «Non pare rispondente al vero che l'esposizione, mancando di sincerità in merito alla natura dei Rotoli di Qumran, conceda poco spazio alle tesi laiche.» ma conclude che «...ma se questo sia dovuto ad un pregiudizio dell'amministrazione del museo o ad un'intrinseca debolezza degli argomenti degli oppositori, dipende da colui cui lo si chiede».

## Copie digitali
Le immagini ad alta risoluzione dei Rotoli del Mar Morto possono essere acquistate sia in forma di libro che di disco multi-volume, ad un prezzo modesto, oppure visionate presso biblioteche universitarie.
Secondo il settimanale Computer Weekly (16 novembre 2007) un gruppo del King's College London sta collaborando con l'Autorità Israeliana per le Antichità, che sta progettando la creazione di una copia digitale dei Rotoli. Il 27 agosto 2008 una Agenzia di stampa israeliana su internet, la YNET, ha annunciato che il progetto è in corso.
Secondo il programma i rotoli dovrebbero essere resi disponibili al pubblico su Internet. Il progetto comprende la scansione a raggi infrarossi dei rotoli che dovrebbe presentare maggiori dettagli, non visibili con la luce normale.
Il testo di quasi tutti i rotoli non-biblici è stato registrato e commentato nella morfologia dal Dottor Martin Abegg Jr., professore in materia presso la Trinity Western University di Langley, BC, in Canada.
Come annunciato, il Museo di Israele in collaborazione con Google ha provveduto a digitalizzare i manoscritti e a pubblicarli in rete nel 2011 sul sito  The Digital Dead Sea Scrolls..